# NGC 5029
NGC 5029 é uma galáxia elíptica (E) localizada na direcção da constelação de Canes Venatici. Possui uma declinação de +47° 03' 48" e uma ascensão recta de 13 horas, 12 minutos e 37,4 segundos.
A galáxia NGC 5029 foi descoberta em 13 de Maio de 1830 por John Herschel.